# Katukina
Els catuquina o katukina és un nom donat a almenys tres grups indígenes del Brasil. El primer d'ells, de la família lingüística catuquina, els anomenats Katukina do Rio Biá, localitzats a la regió del riu Jutaí, al sud-oest de l'estat de l'Amazones (Brasil), a les Terres Indígenes Paumari do Cuniuá, Paumari do Lago Paricá, Rio Biá i Tapauá.
També són anomenats katukina els grups de la família lingüística pano, localitzats a l'estat d'Acre. Però cap d'aquests dos grups pano reconeix el terme "katukina" com a autodenominació. Un d'ells, situat als marges del riu Envira, prop de la ciutat de Feijó, s'anomena a si mateix Shanenawa i formaria part d’un clan dels Iauanauá:
"Des de temps immemorials, els Iawanawá, la gent del pecari, han ocupat la capçalera del riu Gregório, afluent del riu Juruá, pertanyent geogràficament al municipi de Tarauacá, Acre. La seva població actual és de 636 persones i pertany al tronc lingüístic pano. Les famílies es distribueixen a les comunitats Nova Esperança, Mutum, Escondido, Tibúrcio i Matrinxã Les comunitats estan formades per les famílies Iauanauà, Arara, Kãmãnawa (gent del jaguar), Iskunawa (gent del Japó), Ushunawa (gent de cor blanc), Shanenawa (gent de l'ocell blau), Rununawa (gent de la cobra) i Kaxinawá (gent del ratpenat)."
L'altre grup, anomenat Katukina-Pano, que habita els pobles situats a la vora dels rius Campinas i Gregório, no reconeix cap significat en el nom "Katukina" en la seva llengua, però accepta el nom. Els seus membres diuen que va ser "donat pel govern". No obstant això, en els darrers anys, joves líders indígenes han fomentat la consolidació del nom "Noke Kuin", "Noke Kui" o "Noke Koi" (en portuguès, "gent veritable") pel grup. Internament, s'utilitzen sis altres autodenominacions, que fan referència als sis clans en què es divideix el grup. Es va observar que aquestes denominacions són pràcticament idèntiques als noms d'alguns clans dels marubos, amb els quals l'anomenat Katukina-Pano presenta diverses altres semblances lingüístiques i culturals.
Per tant, els anomenats Katukina do Acre, sense cap parentiu amb els Katukina d’Amazones, va ser anomenada així, pel que sembla, per les primeres expedicions de contacte realitzades per no indis a la regió i van acabar acceptant aquest nom.
Al seringueiro no li interessaven les distincions lingüístiques i culturals; amb uns quants noms, va batejar totes les tribus, fent-los caure en grups completament diferents.
Els Katukina-Pano es distribueixen entre dues Terres Indígenes:
- TI do rio Gregório, al municipi de Tarauacá, a Acre (també habitada pels Iauanauàs), a l'Aldeia Sete Estrelas, localitzada als marges del riu Gregório
- TI do rio Campinas, a la frontera dels estats d'Amazones i d'Acre, als límits dels municipis de Tarauacá, a Acre, i Ipixuna, a l'Amazones.

## Els Shanenawa
La Terra Indígena Katukina/ Kaxinawá, al municipi de Feijó (Acre), hi va ser nomenat per error. De fet, hi ha dos pobles panos relacionats: un d’ells és el Kaxinawá. Però l'altra gent del no és el Katuquina: de fet, són els autodenominats Shanenawa (gent de l'ocell blau). Els estudis lingüístics realitzats a la dècada de 1990 demostren que, encara que la llengua shanenawa és de la família pano (així com la llengua kaxinawá i l'anomenada katukina-pano), presenta diferències significatives en relació amb la llengua parlada pels Katukina-Pano del riu Campinas i el riu Gregório (Terra indígena Campinas/Katukina i TI Rio Gregório, ambdues a Acre). Per por de perdre el seu dret a la terra i considerar tota la història de violència i injustícies que van patir, els shanenawa van decidir no desfer l'error.

## Històric
Històricament, els etnònims Katukina, Kanamarí i Culina s'han utilitzat per designar pobles molt diferents en diferents llocs. Això es deu al fet que els primers pobladors de la regió del riu Juruá van classificar els indis com a "dòcils" i "rebels". Els termes Kanamarí, Katukina i Culina es van associar amb indis dòcils, mentre que el sufix -naua (o -nawa) s'associava normalment a guerrers indígenes que lluitaven contra la presència de l'home blanc. Els Kaxinawá, per exemple, van ser identificats com a rebels. Així, per fugir de les expedicions de captura i matança organitzades per colons brasilers, molts pobles van adoptar els etnònims Katukina, Kanamari i Culina. Però internament, els anomenats Katukina d'Acre reben el nom d'acord als seus clans - kamãnawa (gent del jaguar o gos, segons la font), varinawa (gent del sol), satanawa (gent de la llúdriga), neianawa (gent del cel), entre altres clans menys nombrosos.